# La la laj (tjeckisk version)
"La la laj" är en singel av den polska sångerskan Ewa Farna. Den släpptes år 2007 som den andra singeln från hennes andra tjeckiska studioalbum Ticho. Det finns en polsk version av låten med samma titel.

## Listplaceringar
| Lista (2007-2008) | Topplacering |
| ----------------- | ------------ |
| Slovakien         | 25           |
| Tjeckien          | 2            |